# Dịch chuyển đỏ do hấp dẫn

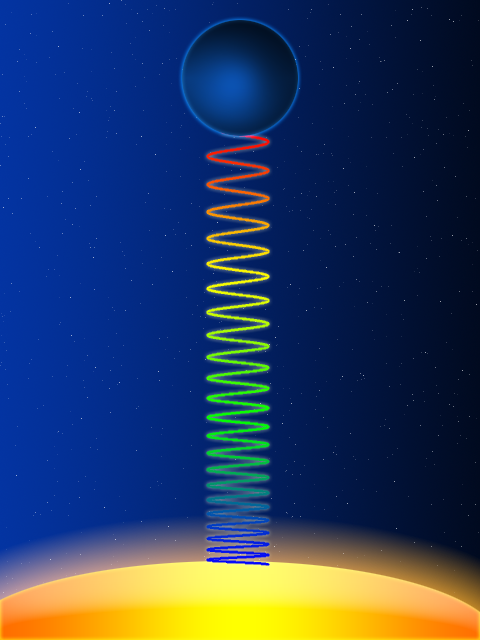
Sự dịch chuyển đỏ do hấp dẫn của sóng ánh sáng khi nó di chuyển lên trên so với trường hấp dẫn (do ngôi sao màu vàng bên dưới tạo ra). Hiệu ứng được phóng đại rất nhiều trong sơ đồ này.

Trong vật lý và thuyết tương đối rộng, dịch chuyển đỏ do hấp dẫn (còn được gọi là dịch chuyển Einstein trong các tài liệu cũ) là hiện tượng bức xạ điện từ hoặc photon truyền ra khỏi gravity well (dường như) bị mất đi năng lượng. Sự mất năng lượng này tương ứng với sự giảm tần số sóng và tăng bước sóng, thường được gọi là dịch chuyển đỏ. Hiệu ứng ngược lại, trong đó các photon (dường như) thu được năng lượng khi đi vào gravity well, được gọi là dịch chuyển xanh do hấp dẫn (một loại dịch chuyển xanh). Hiệu ứng này được Einstein mô tả lần đầu tiên vào năm 1907, tám năm trước khi ông công bố thuyết tương đối rộng.
Dịch chuyển đỏ do hấp dẫn có thể được hiểu là hệ quả của nguyên lý tương đương (rằng lực hấp dẫn và gia tốc là tương đương và dịch chuyển đỏ được gây ra bởi hiệu ứng Doppler) hoặc là hệ quả của sự tương đương khối lượng–năng lượng và bảo toàn năng lượng ('rơi' photon thu được năng lượng). Dịch chuyển đỏ do hấp dẫn cũng có thể được hiểu một cách tương đương là sự giãn nở thời gian do hấp dẫn tại nguồn bức xạ: nếu hai bộ dao động điện tử (gắn với máy phát tạo ra bức xạ điện từ) đang hoạt động ở các thế hấp dẫn khác nhau, bộ dao động ở thế hấp dẫn cao hơn (xa vật thể hút hơn) dường như sẽ "tích tắc" nhanh hơn; nghĩa là, khi được quan sát từ cùng một vị trí, nó sẽ có tần số đo được cao hơn so với dao động điện tử ở thế hấp dẫn thấp hơn (gần vật thể hút hơn).
Theo phép tính gần đúng đầu tiên, dịch chuyển đỏ do hấp dẫn tỷ lệ thuận với sự khác biệt về thế hấp dẫn chia cho bình phương tốc độ ánh sáng, {\displaystyle z=\Delta U/c^{2}}, do đó dẫn đến một hiệu ứng rất nhỏ. Ánh sáng thoát ra khỏi bề mặt của Mặt Trời được Einstein dự đoán vào năm 1911 sẽ bị dịch chuyển đỏ khoảng 2 ppm hay 2 × 10−6. Tín hiệu điều hướng từ các vệ tinh GPS quay quanh độ cao 20,000 km tính toán rằng ánh sáng bị dịch chuyển xanh khoảng 0,5 ppb hoặc 5 × 10−10.